# Roullée
Roullée és un municipi francès situat al departament del Sarthe i a la regió de País del Loira. L'any 2007 tenia 255 habitants.

## Demografia

### Població
El 2007 la població de fet de Roullée era de 255 persones. Hi havia 100 famílies de les quals 16 eren unipersonals (8 homes vivint sols i 8 dones vivint soles), 36 parelles sense fills, 40 parelles amb fills i 8 famílies monoparentals amb fills.
La població ha evolucionat segons el següent gràfic:
Habitants censats

### Habitatges
El 2007 hi havia 134 habitatges, 99 eren l'habitatge principal de la família, 32 eren segones residències i 3 estaven desocupats. Tots els 134 habitatges eren cases. Dels 99 habitatges principals, 83 estaven ocupats pels seus propietaris i 16 estaven llogats i ocupats pels llogaters; 8 tenien dues cambres, 12 en tenien tres, 21 en tenien quatre i 58 en tenien cinc o més. 80 habitatges disposaven pel capbaix d'una plaça de pàrquing. A 33 habitatges hi havia un automòbil i a 58 n'hi havia dos o més.

### Piràmide de població
La piràmide de població per edats i sexe el 2009 era:
| Homes | Edats   | Dones |
| ----- | ------- | ----- |
| 0     | 95 o +  | 0     |
| 0     | 90 a 94 | 0     |
| 0     | 85 a 89 | 0     |
| 0     | 80 a 84 | 0     |
| 0     | 75 a 79 | 4     |
| 12    | 70 a 74 | 0     |
| 4     | 65 a 69 | 8     |
| 8     | 60 a 64 | 16    |
| 0     | 55 a 59 | 8     |
| 12    | 50 a 54 | 4     |
| 12    | 45 a 49 | 16    |
| 16    | 40 a 44 | 8     |
| 4     | 35 a 39 | 8     |
| 8     | 30 a 34 | 4     |
| 4     | 25 a 29 | 0     |
| 12    | 20 a 24 | 12    |
| 12    | 15 a 19 | 8     |
| 8     | 10 a 14 | 0     |
| 12    | 5 a 9   | 0     |
| 4     | 0 a 4   | 4     |

## Economia
El 2007 la població en edat de treballar era de 169 persones, 121 eren actives i 48 eren inactives. De les 121 persones actives 109 estaven ocupades (67 homes i 42 dones) i 12 estaven aturades (5 homes i 7 dones). De les 48 persones inactives 21 estaven jubilades, 13 estaven estudiant i 14 estaven classificades com a «altres inactius».

### Ingressos
El 2009 a Roullée hi havia 101 unitats fiscals que integraven 242 persones, la mediana anual d'ingressos fiscals per persona era de 16.312 €.

### Activitats econòmiques
Dels 4 establiments que hi havia el 2007, 1 era d'una empresa alimentària, 2 d'empreses de serveis i 1 d'una empresa classificada com a «altres activitats de serveis».
L'any 2000 a Roullée hi havia 22 explotacions agrícoles que ocupaven un total de 792 hectàrees.

## Poblacions més properes
El següent diagrama mostra les poblacions més properes.